# Supercoupe de Yougoslavie de football
La Supercoupe de Yougoslavie de football (croate : Nogometni superkup Jugoslavije; serbe : Суперкуп Југославије у фудбалу) est une compétition de football opposant le vainqueur du Championnat de Yougoslavie au vainqueur de la Coupe de Yougoslavie. La compétition s'est tenue à trois reprises, en 1969, 1971 et 1989.

## Histoire
Les deux premières éditions se jouent en 1969 et 1971 sous un format aller-retour. Les deux éditions voient la victoire de l'Étoile rouge de Belgrade, respectivement contre le Dinamo Zagreb et le Hajduk Split.
La dernière édition, en 1989, peu avant la dislocation de la Yougoslavie. Le FK Vojvodina Novi Sad, champion de Yougoslavie, affronte le FK Partizan Belgrade, vainqueur de la Coupe. Le match se tient le 23 juillet 1989 au stade de Voïvodine à Novi Sad et se termine sur la victoire du Partizan, à l'issue de la séance de tirs au but (5-4), les deux clubs ne s'étant pas départagés à l'issue du temps réglementaire (2-2).

## Palmarès

### Finales
| Année | Vainqueur                | Score             | Finaliste          | Lieu de la finale  |
| ----- | ------------------------ | ----------------- | ------------------ | ------------------ |
| 1969  | Étoile rouge de Belgrade | 4 - 1 ; 2 - 1     | Dinamo Zagreb      | Belgrade et Zagreb |
| 1971  | Étoile rouge de Belgrade | 1 - 0 ; 4 - 2     | Hajduk Split       | Belgrade et Split  |
| 1989  | Partizan Belgrade        | 2 - 2 ; 5 - 4 tab | Vojvodina Novi Sad | Novi Sad           |

### Bilan
| Club                     | Victoires | Années     |
| ------------------------ | --------- | ---------- |
| Étoile rouge de Belgrade | 2         | 1969, 1971 |
| Partizan Belgrade        | 1         | 1989       |